# Sapria poilanei
Sapria poilanei là một loài thực vật trong họ Rafflesiaceae.